# Јуинг (Небраска)
Јуинг (енгл. Ewing) град је у америчкој савезној држави Небраска.

## Демографија
По попису из 2010. године број становника је 387, што је 46 (-10,6%) становника мање него 2000. године.
| Група             | 2000.        | 2010.       |
| Белци             | 433 (100,0%) | 385 (99,5%) |
| Афроамериканци    | 0 (0,0%)     | 0 (0,0%)    |
| Азијати           | 0 (0,0%)     | 0 (0,0%)    |
| Хиспаноамериканци | 0 (0,0%)     | 0 (0,0%)    |
| Укупно            | 433          | 387         |